# Los Angeles Sparks
De Los Angeles Sparks is een Amerikaanse basketbal-vrouwenploeg uit Los Angeles die meedraait in de WNBA (Women's National Basketball Association).
De ploeg behoort tot de acht teams die al van het begin van de WNBA meedoen (vanaf 1997). En bij die acht zijn ze ook een van de meest succesvolle teams. Sandra van Embricqs was de eerste Nederlandse basketbalspeelster die in de WNBA uitkwam. Tot de bekende Belgische speelsters behoren Ann Wauters en Julie Vanloo. De club werd drie keer kampioen in 2001, 2002 en 2016. Ze verloren de finale in 2003.
De mannelijke tegenhanger van de ploeg is het welbekende team de Los Angeles Lakers. Ook spelen ze in dezelfde Crypto.com Arena als de Los Angeles Lakers.

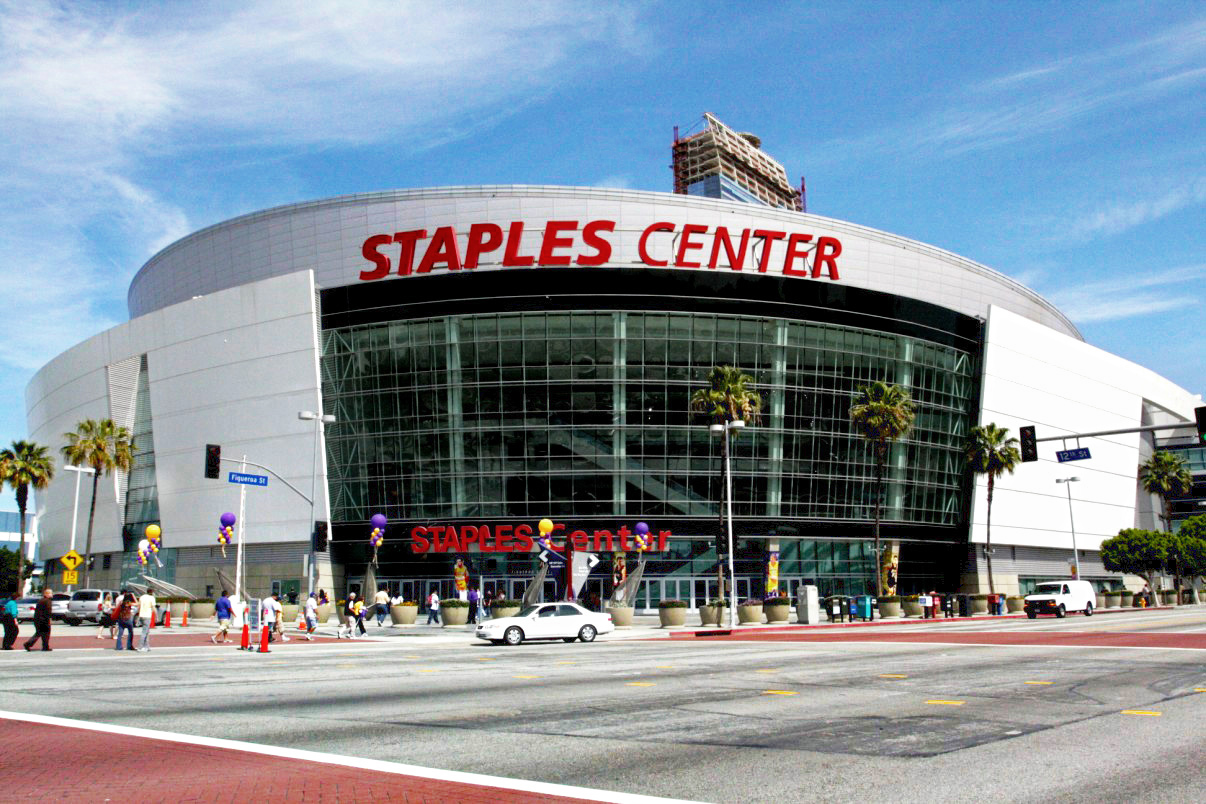

## Erelijst
Conference Championships:
- 2001 Western Conference Champions
- 2002 Western Conference Champions
- 2003 Western Conference Champions
- 2016 Western Conference Champions

WNBA Championships:
- 2001 WNBA Champions
- 2002 WNBA Champions
- 2016 WNBA Champions

## Bekende (oud-)spelers
- Seimone Augustus
- Sandra van Embricqs
- - Allison Feaster
- Chelsea Gray
- Sandrine Gruda
- Kristi Harrower
- Chamique Holdsclaw
- Lisa Leslie
- Mwadi Mabika
- DeLisha Milton-Jones
- Tamika Whitmore
- Candace Parker
- Małgorzata Dydek
- Marlous Nieuwveen
- Jevgenia Beljakova
- Ann Wauters
- Kristi Toliver
- Julie Allemand
- Julie Vanloo